# Arend Mihm
Arend Mihm (* 18. Dezember 1936 in Weimar; † 24. Mai 2023 in Duisburg) war ein deutscher Germanist.
Von 1957 bis 1963 studierte er Germanistik, Philologie und Philosophie in München, Köln und Hamburg. Nach seiner Promotion 1964 über Textüberlieferung im Spätmittelalter von 1964 bis 1969 wurde er wissenschaftlicher Assistent an der Universität Hamburg.
Von 1969 bis 2002 war er als Professor für Linguistik am Institut für Germanistik an der Universität Duisburg tätig. Mihm war von 1982 bis 1987 Konrektor der Universität Duisburg. Seit 1998 war er Mitglied der Kommission für das Deutsche Rechtswörterbuch der Heidelberger Akademie der Wissenschaften.
Seine Themenschwerpunkte waren die Dialektologie und die Graphematik. In der sprachhistorischen Forschung beschäftigte er sich mit dem Sprachwandel des Deutschen im späten Mittelalter und in der Frühen Neuzeit. 
Auf dem Gebiet der modernen Regionalsprachforschung erforschte er die Entwicklung der Umgangssprache des Ruhrgebiets. 
Er nahm bis ins hohe Alter an den Fachtagungen des Vereins für niederdeutsche Sprachforschung und des Arbeitskreises Historische Stadtsprachenforschung teil.
Er übertrug die Originalhandschrift des Duisburger Geistlichen Johann Wassenberch vom Rheinmaasländischen ins Neuhochdeutsche.

## Veröffentlichungen (Auswahl)
- Sprache an Rhein und Ruhr. Franz Steiner Verlag, Stuttgart 1985, ISBN 3-51504-243-1.
- Die Chronik des Johann Wassenberch. Mercator-Verlag / Gert Wohlfahrt GmbH, Duisburg 1981, ISBN 3-87463-095-1.
- mit Michael Elmentaler: Sprachwandel im Spiegel der Schriftlichkeit - Studien zum Zeugniswert der historischen Schreibsprachen des 11. bis 17. Jahrhunderts. Peter Lang, Lausanne 2007, ISBN 978-3-631-56331-1.